# Matti Nykänen
Matti Nykänen   (Jyväskylä, 17 de juliol de 1963 - Joutseno, 4 de febrer de 2019) fou un saltador amb esquís finlandès que destacà durant la dècada del 1980. Considerat un dels millors especialistes de la seva disciplina, és l'únic saltador que ha aconseguit guanyar una medalla d'or en els Jocs Olímpics, el Campionat del Món, el Torneig dels Quatre Trampolins i la Copa del Món.
Des de la dècada dels noranta, va destacar més pels escàndols que envoltaren la seva vida personal, la seva carrera com a cantant de pop, i diversos incidents sovint relacionats amb l'alcoholisme i la violència. Va ser sentenciat a 26 mesos de presó el 2004 per una agressió amb arma blanca i de nou 16 mesos després d'haver atacat a la seva dona el 2009.

## Carrera esportiva
Va participar en els Jocs Olímpics d'Hivern de 1984, disputats a Sarajevo (Iugoslàvia), on aconseguí guanyar la medalla d'or en la prova de salt des del trampolí de 120 metres i la medalla de plata en el salt des del trampolí de 90 metres. En els Jocs Olímpics d'Hivern de 1988, de Calgary (Canadà), va guanyar les tres medalles d'or disputades: salt normal (trampolí de 90 metres), salt llarg (trampolí de 120 metres) i la prova per equips.
Al llarg de la seva carrera esportiva va guanyar nou medalles en el Campionat del Món d'esquí nòrdic, entre les quals destaquen cinc ors: salt llarg individual (1982) i salt llarg per equips (1984, 1985, 1987 i 1989). Així mateix va guanyar dues vegades el Torneig dels Quatre Trampolins, en les edicions de 1981/82 i 1987/88.

## Carrera artística
En finalitzar la seva carrera esportiva inicià una carrera com a cantant que el va dur a publicar tres àlbums:
- Yllätysten yö (1992)
- Samurai (1993)
- Ehkä otin, ehkä en (2006)

## Vida personal
Nykänen es va casar sis vegades:

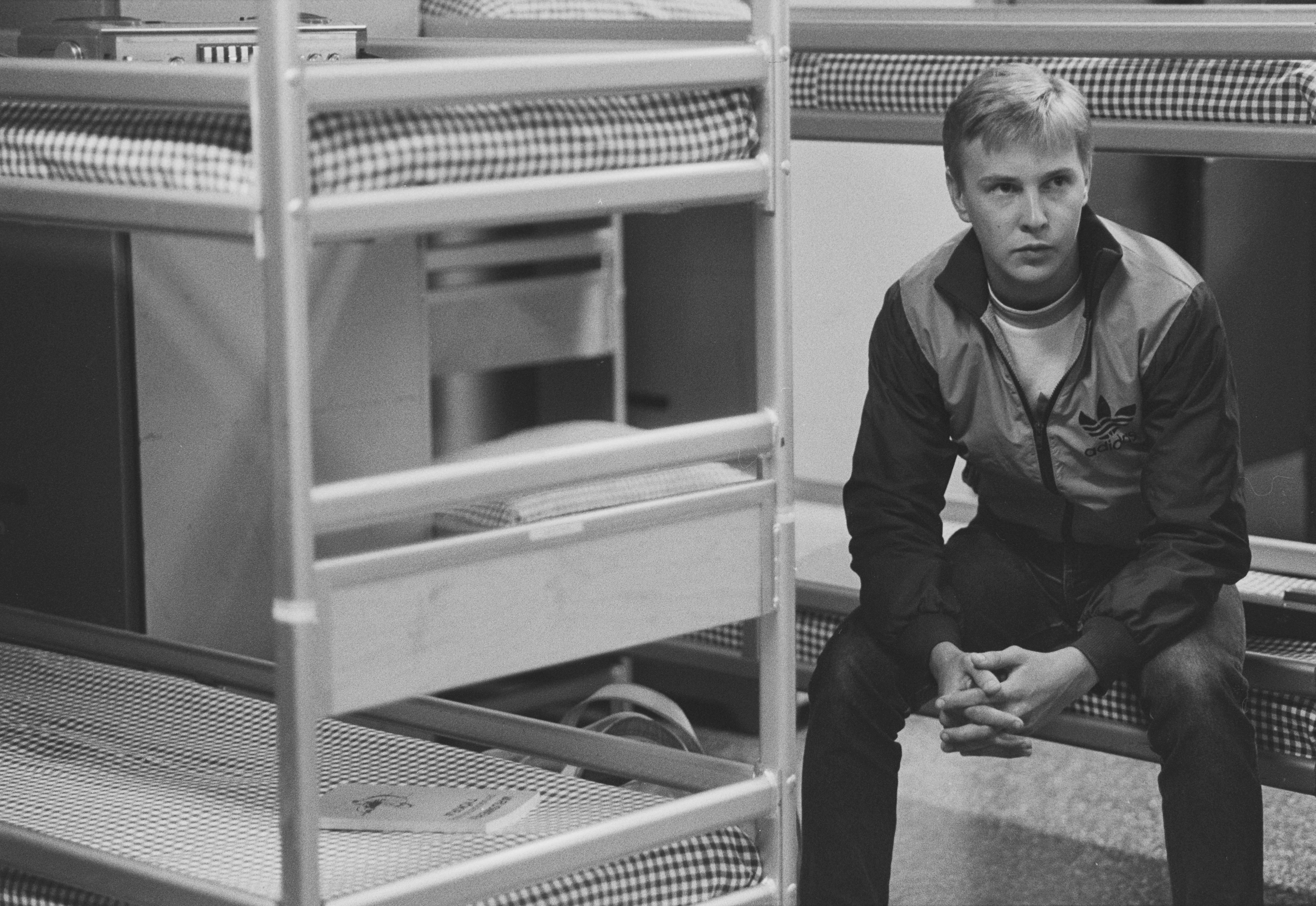
Matti Nykänen al servei militar finlandès el 1984

- Tiina Hassinen (1986–1988), un fill[5]

- Pia Hynninen (1989–1991), una filla[5]

- Sari Paanala (1996–1998)[5] (Nykänen va canviar el seu cognom a Paanala durant aquest matrimoni[6]

- Mervi Tapola (2001–2003, casada entre 2004–2010)

- Pia Talonpoika (2014– la seva mort)

### Relació amb Mervi Tapola

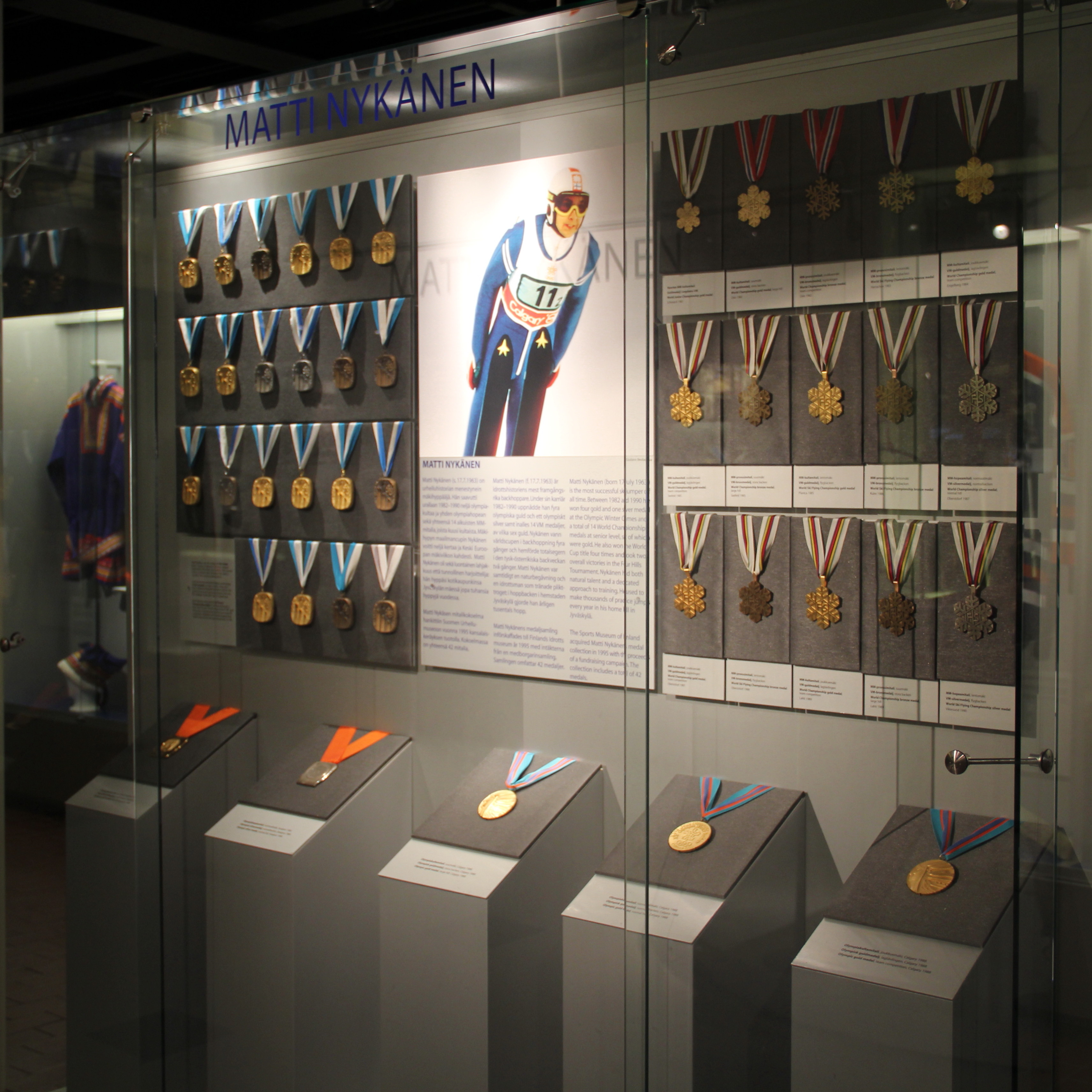
Medalles olímpiques, mundials i finlandeses de Matti Nykänen al Museu de l'Esport. La col·lecció és propietat de la Fundació Finlandesa del Museu de l'Esport

Nykänen va conèixer la milionària hereva de la salsitxa Mervi Tapola (1954–2019) el 1999 i es van casar del 2001 al 2003. Es van divorciar el 2003 i es van tornar a casar el 2004. El matrimoni va ser tempestuós i va donar lloc a molts incidents ben divulgats: el primer assalt denunciat contra Tapola va tenir lloc el juny de 2000, després d'una ordre d'allunyament que es va imposar a Nykänen. El 2004, Nykänen va rebre una condemna suspesa per haver tornat a agredir Tapola. Nykänen ja havia estat acusada d'haver agredit Tapola l'any 2001, però els càrrecs es van retirar perquè Tapola va exercir el seu dret a guardar silenci.
El setembre de 2005, mentre estava en llibertat condicional per una altra agressió, Nykänen va ser detingut de nou quatre dies després de ser posat en llibertat per haver abusat de nou de la seva parella. Nykänen va ser condemnat i empresonat durant quatre mesos el 16 de març de 2006. Poc després de ser alliberat, va apunyalar un home en una pizzeria de Korpilahti. L'estiu del 2009, Tapola (aleshores Tapola-Nykänen) va demanar el divorci per 14a vegada, però el va cancel·lar.
El dia de Nadal de 2009, Nykänen suposadament va ferir la seva dona amb un ganivet i va intentar estrangular-la amb un cinturó de barnús. Va ser acusat d'intent d'homicidi involuntari i detingut per la policia de Tampere, però va ser alliberat el 28 de desembre després que els càrrecs fossin retirats per proves insuficients. El 24 d'agost de 2010, Nykänen va ser condemnat per lesions corporals greus i condemnat a 16 mesos de presó i condemnat a pagar 5.000 euros en indemnització a la seva dona pel dolor i patiment emocional i 3.000 euros per despeses legals. L'agost de 2010, Tapola va fer una 15a sol·licitud de divorci.

### Incident d'assalt
El 24 d'agost de 2004, Nykänen va ser arrestat sota sospita d'intent d’homicidi involuntari d'un amic de la família després de perdre una competició de tirar amb els dits a Tottijärvi, Nokia. L'octubre de 2004 va ser declarat culpable d'agressió greu i condemnat a 26 mesos de presó. Com que era un primer delicte, va ser posat en llibertat el setembre de 2005.

### Com a animador

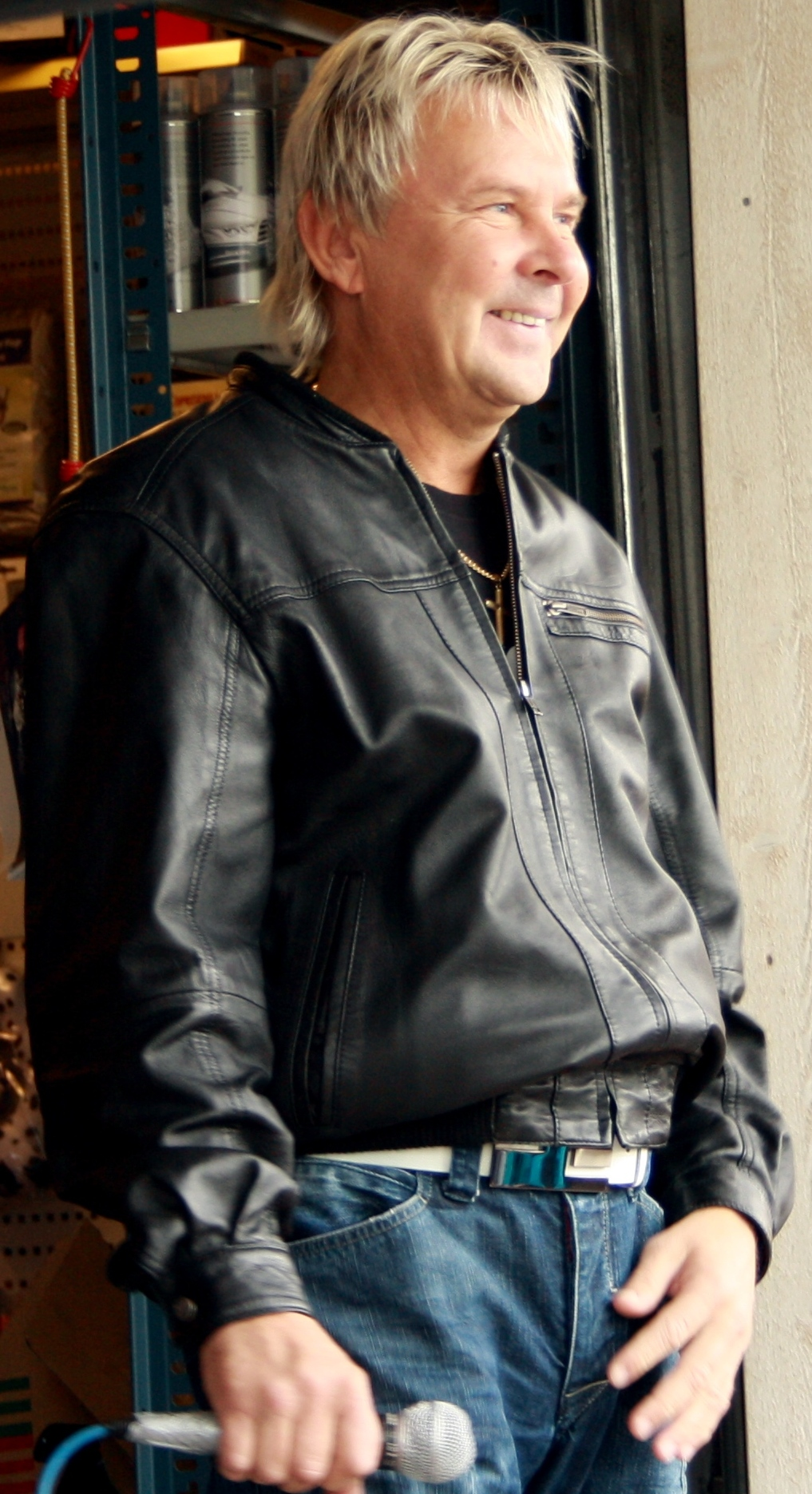
Nykänen actuant el 2010

Quan la carrera de salt d'esquí de Nykänen arribava a la seva fi, un grup d'empresaris li van proposar convertir-lo en cantant. El seu primer àlbum Yllätysten yö (Nit de sorpreses) es va publicar l'any 1992 i va vendre més de 25.000 còpies. Nykänen es va convertir en el segon medallista d'or olímpic després de Tapio Rautavaara a rebre un disc d'or a Finlàndia. El seu següent àlbum Samurai (1993) no va tenir tant èxit.
A finals de la dècada del 1990, a causa de greus problemes financers, Nykänen va treballar com a stripper en un restaurant Järvenpää. Al restaurador se li va retreure l'explotació de Nykänen.
El 2002, Nykänen va tornar com a cantant i va llançar el senzill Ehkä otin, ehkä  ('Potser ho vaig prendre, potser no'). També va donar el seu nom a una marca de sidra amb el mateix eslògan publicitari. L'any 2006 Nykänen va publicar el seu tercer àlbum d'estudi Ehkä otin, ehkä en (Potser ho vaig prendre, potser no). Durant la major part de la seva carrera musical, Nykänen va treballar amb el músic professional Jussi Niemi. Nykänen va fer una gira per Finlàndia actuant dues o tres vegades per setmana amb el conjunt Samurai dirigit per Niemi.

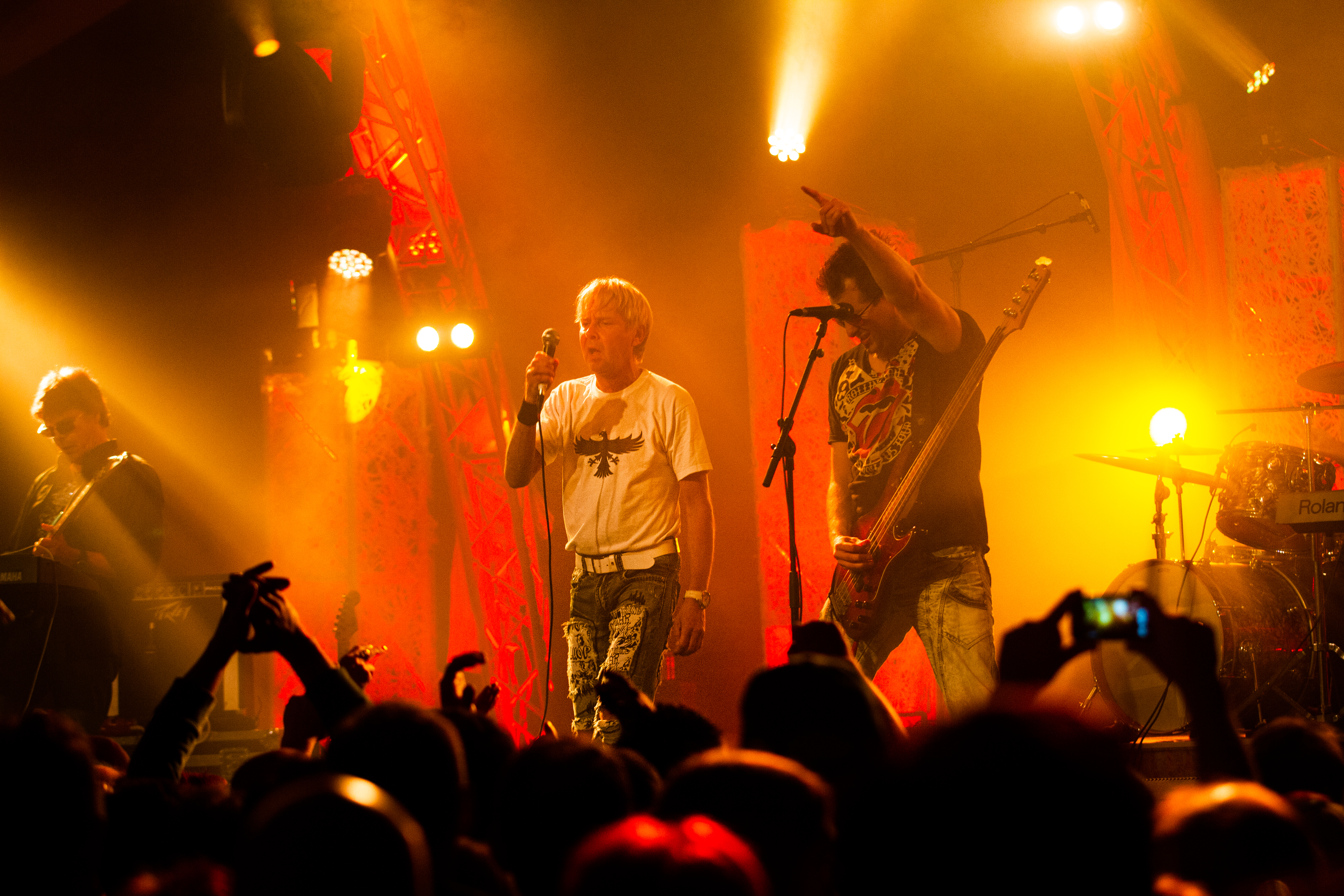
Matti Nykänen a l'esdeveniment musical Kiuruvesi el 2013

Molts dels senzills de Nykänen van rebre el nom d'algunes cites (in)famoses de Nykänen, com ara Elämä on laiffii ('La vida és vida'), Jokainen tsäänssi on mahdollisuus ('Tota oportunitat és una possibilitat') i Ehkä otin, ehkä en.
El novembre de 2009, Nykänen va començar a presentar la seva pròpia sèrie web de cuina Mattihan se sopan keitti ('per tot, és un menjador social').

### Diagnòstic de TDAH
A principis dels anys 2000, a Nykänen se li va diagnosticar un trastorn per dèficit d'atenció amb hiperactivitat.

## Mort
Matti Nykänen va morir a casa seva de Lappeenranta, poc després de la mitjanit del 4 de febrer de 2019, d'una malaltia sobtada, als 55 anys. Aquella nit s'havia queixat de marejos i nàusees. Havia estat diagnosticat amb diabetis menys de tres mesos abans. La notícia de la seva mort va ser àmpliament divulgada pels mitjans de comunicació tant a Finlàndia com a l'estranger, amb nombrosos homenatges també li van retre els companys saltadors d'esquí de la seva època. Li van sobreviure la seva cinquena dona i tres fills, dos de relacions anteriors i un fora del matrimoni. El maig de 2019, les germanes de Nykänen van confirmar que la causa de la mort era  pancreatitis i pneumònia.

## En la cultura popular
- El 1988, la RPD de Corea va emetre un segell de correus que representava Nykänen en el vol durant la competició.

- El 2016, l'actor suec Edvin Endre va interpretar Nykänen, a la pel·lícula biogràfica esportiva britànica Eddie the Eagle.